# Hundelausfliege
Die Hundelausfliege (Hippobosca longipennis) ist eine vor allem bei Hunden und bei wildlebenden Hundeartigen auftretende Lausfliege. Sie kommt vor allem in Afrika, im Nahen Osten und in Asien südlich des nördlichen 45. Breitengrades vor. Auch in Italien, Bulgarien und Griechenland tritt sie auf. Darüber hinaus kommt es immer wieder zur Einschleppung nach Nordamerika oder nach Europa mit afrikanischen Zootieren. Neben Hunden kann der Parasit auch Füchse, Hyänen sowie Katzenartige wie Malabar-Zibetkatze, Gepard, Serval, Löwe und Leopard befallen, sehr selten wird er auch auf Antilopen oder Vögeln gefunden.
Die Hundelausfliege ähnelt der Pferdelausfliege, unterscheidet sich von dieser aber in Farbe, Größe und Genitalien. Die Hundelausfliege ist blassbraun. Die Flügeladern sind hell, nur die Queradern und die an sie grenzenden Abschnitte der Längsadern sind ganz oder teilweise dunkel. Das Scutellum ist fast ganz weiß, manchmal mit einer dunklen Kante. Die Flügellänge variiert zwischen 5 und 6 mm.
Die Hundelausfliege schädigt ihren Wirt durch Blutentzug und ruft Juckreiz hervor, der zu einer Beunruhigung des Tieres führt. Außerdem ist sie Zwischenwirt für die Filarie Acanthocheilonema dracunculoides und Transportwirt für die Pelzmilbe Cheyletiella yasguri.

## Lebenszyklus
Die gesamte Larvenentwicklung findet im Weibchen statt und dauert etwa drei bis acht Tage. Die reife Larve wird in die Umgebung abgegeben und verpuppt sich dort unmittelbar danach. 19 bis 142 Tage nach der Verpuppung, abhängig von Klima und Jahreszeit, schlüpfen die beflügelten Adulten und suchen sich einen geeigneten Wirt. Dabei fliegen sie meist in Gruppen ihren Wirt an. Dort saugen sie mehrmals täglich Blut. Bei Hunden werden die Halsunterseite und die Achselregion bevorzugt. Etwa nach einer Woche verpaaren sich die Parasiten auf dem Wirt. Nach der Abgabe der Larve beginnt sich im Weibchen die nächste Larve zu entwickeln. Die Lebensdauer beträgt maximal vier bis fünf Monate, in dieser Zeit produziert ein Weibchen 10 bis 15 Nachkommen. Außerhalb des Wirts überleben Adulte nur 12 bis 36 Stunden.